# Natuurreservaat Likskär
Natuurreservaat Likskär is een natuurreservaat binnen de Zweedse gemeente Kalix. Het is gelegen in de Kalix-archipel, het gedeelte van de Norrbotten-archipel voor de kust van de gemeente Kalix. Het gebied van iets meer dan 2,5 km² bestaat voornamelijk uit brak water van de Botnische Golf. Het plaatselijk zoutpercentage is 0,2 %. De groep eilanden ligt 6 kilometer uit de kust van het Zweedse vasteland en 11 kilometer van de dichtstbijzijnde haven Storön.
In het reservaat liggen ongeveer 25 eilanden. Dat aantal wijzigt regelmatig: door postglaciale opheffing stijgt het gebied op 0,8 cm per jaar, dus doorlopend ontstaan er nieuwe eilandjes ontstaan of verdwijnen zelfstandige eilanden doordat ze aan andere vastgroeien. Het natuurreservaat is sinds 1969 opgericht en ligt aan de zuidgrens van de archipel. Ten zuidwesten van de eilandjes is er zee tot aan Åland. Het gehele reservaat is opgenomen in Natura 2000 de eco-corridor in dit gebied.

## Natuur
Het gebied vormt een eigen biotoop. In de winter is het noorden van de Botnische Golf een aantal maanden dichtgevroren, zodat de fauna het eiland kan bereiken dan wel verlaten. Voor de mens zijn de eilanden dan ook bereikbaar, doch de zeer lage temperatuur, open vlakte en het ontbreken van welke voorziening dan ook houden mensen op afstand. Alleen het eilanden Renskäret en Likskäret worden veel bezocht. In de zomer kan men door zeilboot of kano de eilanden bereiken, maar er gelden dan zeer strenge regels om de eilanden te benaderen dan wel op de eilanden te verblijven. Gedurende het echte broedseizoen moet men minstens 200 meter uit de buurt van de eilanden blijven. Gedurende het gehele jaar is het verboden de natuur op welke manier dan ook te verstoren.

### Fauna
De landdieren elanden, rendieren , moerassneeuwhoen, auerhoen en de kleine haakbek leven samen met zeedieren als grijze zeehond, zwarte zeekoet en steenloper. De kleinere eilanden zijn broedplaatsen voor trekvogels en steltlopers 

### Flora
Voor de botanici staat het gebied vol met sparren en grijze elsen, maar ook duindoorn en allerlei ander struikgewas.